# 楠山春樹
楠山 春樹（くすやま はるき、1922年1月7日- 2011年10月30日）は、中国古典研究者、専門は老荘思想などの中国哲学。早稲田大学名誉教授。

## 経歴
出生から修学期
1922年、東京で生まれた。父・楠山正雄は、大正・昭和前期に活躍した演劇評論家で、児童文学者。早稲田大学文学部東洋哲学科で学び、1943年に卒業。同大学大学院に進み、福井康順に師事した。
大学院修了後、早稲田大学文学部助教授に就任。1962年、教授に昇格。1977年、学位論文『老子伝説の研究』を早稲田大学に提出して文学博士号を取得。1992年に早稲田大学を定年退職し、名誉教授となった。
学界では、1989年から1991年まで日本中国学会理事長をつとめた。2011年、老衰のため東京都文京区の自宅で死去。89歳没。墓所は多磨霊園にある。

## 受賞・栄典
1996年：勲三等瑞宝章受章。

## 研究内容・業績
専門は中国哲学で、主に道教と老子の研究で知られる、一般向けの紹介書なども数多く手掛けた。主な教え子には、儒学研究者の土田健次郎がいる。

## 家族・親族
- 父：楠山正雄は、演劇評論、児童文学者。
- 弟：楠山三香男は、正雄の三男で教育評論家。

## 著作

### 著書
- 『老子伝説の研究』創文社(東洋学叢書) 1979
- 『老子：柔よく剛を制す』(中国の人と思想 4) 集英社 1984
  - 改題文庫化『老子入門』講談社学術文庫 2002
- 『淮南子』明徳出版社(中国古典新書) 1984
- 『道家思想と道教』平河出版社 1992
- 『老子の人と思想』汲古書院 2002
- 『「老子」を読む：現代に活かす「無為自然」の哲学』PHP文庫、2002
- 『老子のことば』斯文会 2003

### 訳注
- 『淮南子』(新釈漢文大系54・55・62)(全3巻) 明治書院 1979-1988
  - 抜粋新書版『淮南子』(新書漢文大系 34) 本田千恵子編、明治書院 2007
- 『呂氏春秋』(新編漢文選：思想・歴史シリーズ)(全3巻) 明治書院, 1996-1998年
  - 『呂氏春秋』上・下 (新釈漢文大系：補遺編 1・2) 明治書院 2023-2024[7]

### 論文
- CiNii(楠山春樹)

## 資料
- 土田健次郞2012「追悼文 追悼 楠山春樹先生」『東方宗教』119,日本道教学会,100-103頁.